# Weingartia fidana
Weingartia fidana ist eine Pflanzenart in der Gattung Weingartia aus der Familie der Kakteengewächse (Cactaceae). Das Artepitheton fidana ehrt den deutschen Kakteenliebhaber H. F. Fida aus Mannheim, der die Zeitschrift Der Kakteenfreund herausgab.

## Beschreibung
Weingartia fidana wächst einzeln mit niedergedrückt kugelförmigen bis kugelförmigen, dunkelgrünen bis graugrünen Körpern. Diese erreichen bei Durchmessern von 6 Zentimetern Wuchshöhen von bis zu 4 Zentimetern und besitzen eine bis 30 Zentimeter lange, manchmal verzweigte, dicke Rübenwurzel. Es sind etwa 7 bis 10 Rippen vorhanden. Die 4 bis 12 Dornen sind starr, gekrümmt oder abstehend bis gebündelt. Sie sind bräunlich bis schwarz und 1 bis 5 Zentimeter lang.
Die gelben, ockerfarbenen, rötlichen bis roten Blüten sind trichterförmig und erscheinen im Scheitel. Sie sind bis 5 Zentimeter lang und besitzen ebensolche Durchmesser. Die niedergedrückt kugelförmigen bis kugelförmigen Früchte sind dunkelgrün bis rotbraun, vertrocknen bei Reife lederartig und reißen quer auf.

## Verbreitung und Systematik
Weingartia fidana ist im Süden Boliviens in den Departamentos Potosí und Tarija sowie im Norden Argentiniens in der Provinz Jujuy in Höhenlagen von 2600 bis 4000 Metern verbreitet, wo sie auf steinigen Böden in der Puna-Vegetation wächst.
Die Erstbeschreibung als Echinocactus fidanus wurde 1933 von Curt Backeberg veröffentlicht. Erich Werdermann stellte die Art 1937 in die Gattung Weingartia. Weitere nomenklatorische Synonyme sind Spegazzinia fidana Backeb. (1934), Gymnocalycium „fidaianum“ (Backeb.) Hutchison (1957), Sulcorebutia fidana (Backeb.) F.H.Brandt (1976) und Rebutia fidana (Backeb.) D.R.Hunt (1987).
Es werden folgende Unterarten unterschieden:
- Weingartia fidana subsp. cintiensis (Cárdenas) Donald
- Weingartia fidana subsp. fidana

## Nachweise